# 嘉義縣公共自行車租賃系統
嘉義縣公共自行車租賃系統是臺灣嘉義縣的公共自行車租賃系統，由嘉義縣政府建設處負責提案，YouBike微笑單車負責建置和營運，於2024年7月3日試營運，預計設置130個站點。

## 歷史
- 2024年7月3日，Youbike2.0系統於嘉義縣開始試營運，同時與嘉義市、臺南市、高雄市和屏東縣跨區租還Youbike免收調度費。

## 營運時間
- 租賃系統營運時間：24小時
- 服務中心地址：嘉義縣太保市棒球三街136號
- 服務中心營運時間：週二－週六11:00－18:00，週日、週一不對外營業。

## 租賃方式
- 採用無人管理自助式服務，可甲地租乙地還，各站皆可使用電子票證、YouBike 2.0官方App（需綁定信用卡）進行靠卡或掃碼租賃。
- 每個會員帳號最多可以綁定5張卡（一卡通、悠遊卡及信用卡）。
- 一張卡片最多可租借1輛自行車。
- 使用電子票證租借時，卡片儲值餘額需≧0元才可租借使用。

## 租賃費率
- YouBike微笑單車採用累進費率，2024年7月3日試營運期間至2025年12月31日YouBike 2.0前30分鐘免費騎乘。之後未滿4小時每30分鐘新臺幣10元，4至8小時為每30分鐘20元，超過8小時為每30分鐘40元，使用未滿30分鐘以30分鐘計算。
- YouBike 2.0E前30分鐘由嘉義縣政府補助10元，前2小時每30分鐘20元，第3小時起每30分鐘40元，使用未滿30分鐘以30分鐘計算。
- 會員持效期內TPASS行政院通勤月票租借嘉義縣YouBike 2.0或YouBike 2.0E，享不限次數前30分鐘免費優惠。

- 如跨區借還自行車，將酌收跨區調度費：
  - 嘉義縣騎至臺北市/新北市/桃園市歸還，或臺北市/新北市/桃園市騎至嘉義縣歸還，需酌收調度費用新台幣910元。（YouBike2.0系統）
  - 嘉義縣騎至新竹縣/新竹市/竹科/苗栗縣/臺中市歸還，或新竹縣/新竹市/竹科/苗栗縣/臺中市騎至嘉義縣歸還，需酌收調度費用新台幣660元。（YouBike2.0系統）
  - 嘉義縣騎至嘉義市、臺南市、高雄市、屏東縣歸還，或嘉義市、臺南市、高雄市、屏東縣騎至嘉義縣歸還免收調度費。

## 租賃站分布
截至2025年3月19日，共設有130個租賃站點，設點的行政區包括太保市（29站）、朴子市（33站）、民雄鄉（27站）、水上鄉（27站）、中埔鄉（14站）。

## 外部連結
- 嘉義縣微笑單車
- YouBike嘉義粉絲團的Facebook專頁
- 嘉義縣政府建設處的Facebook專頁